# Pokój (wieś)
Pokój (niem. Carlsruhe, Carlsruhe O/S.) – wieś w Polsce, położona w województwie opolskim, w powiecie namysłowskim, siedziba gminy Pokój.
W latach 1954–1972 wieś należała i była siedzibą władz gromady Pokój. W latach 1975–1998 miejscowość administracyjnie należała do ówczesnego województwa opolskiego.
Częścią wsi jest Winna Góra.

## Nazwa
Polska nazwa miejscowości wywodzi się od nazwy pokój oznaczającej izbę mieszkalną lub czas bez wojny. Miejscowość notowana w historii w języku polskim oraz niemieckim. Już w roku 1784 miejscowość była znana pod uproszczoną nazwą Pokój. Polską nazwę miejscowości w obecnie obowiązującej formie Pokój oraz niemieckiej Karlsruhe w książce „Krótki rys jeografii Szląska dla nauki początkowej” wydanej w Głogówku w 1847 wymienił śląski pisarz Józef Lompa. Z kolei w statystycznym opisie Prus z 1837 roku miejscowość wymieniona jest jako Carlsruh i w polskiej wersji jako Pokoi.
Topograficzny opis Górnego Śląska z 1865 roku notuje miejscowość pod niemiecką nazwą Carlsruhe, a także wymienia polską nazwę Pokoy.
Obecną nazwę wsi zatwierdzono administracyjnie 12 listopada 1946.

## Historia
Historycznie leży na Górnym Śląsku.

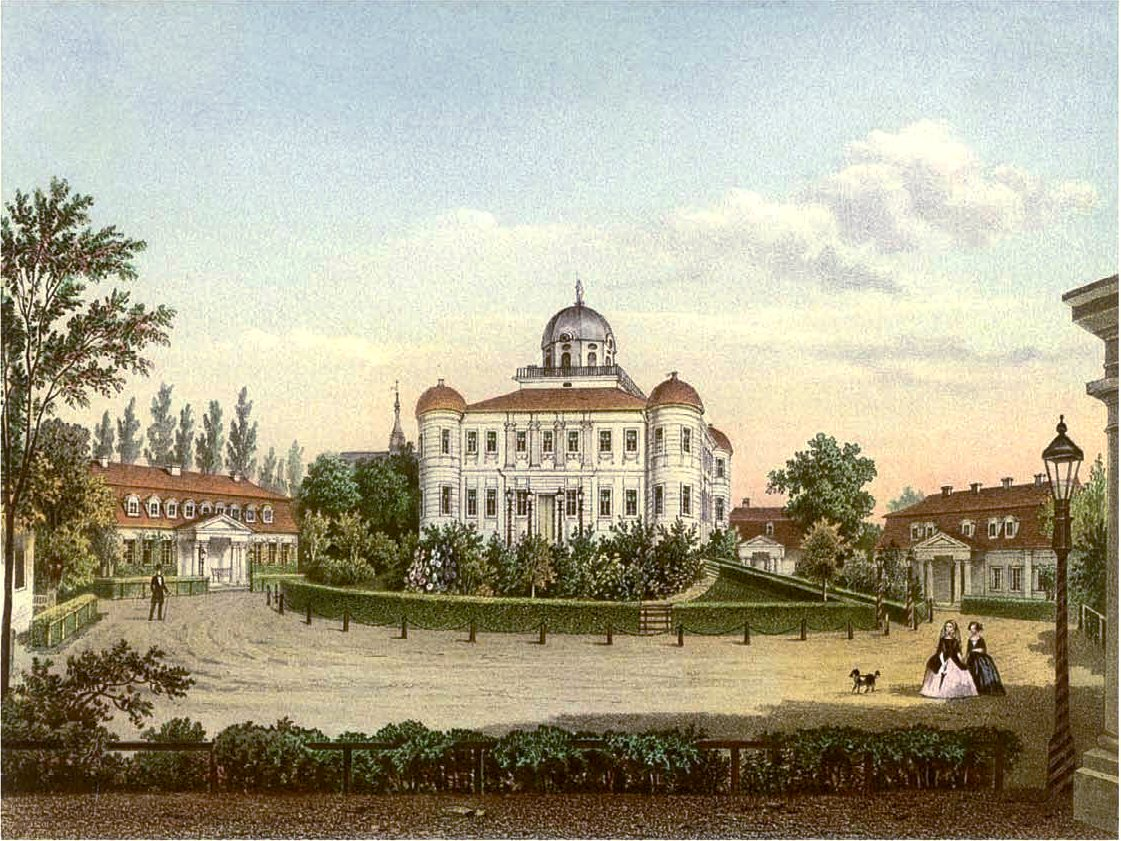
Zamek w Pokoju (2. połowa XIX wieku)

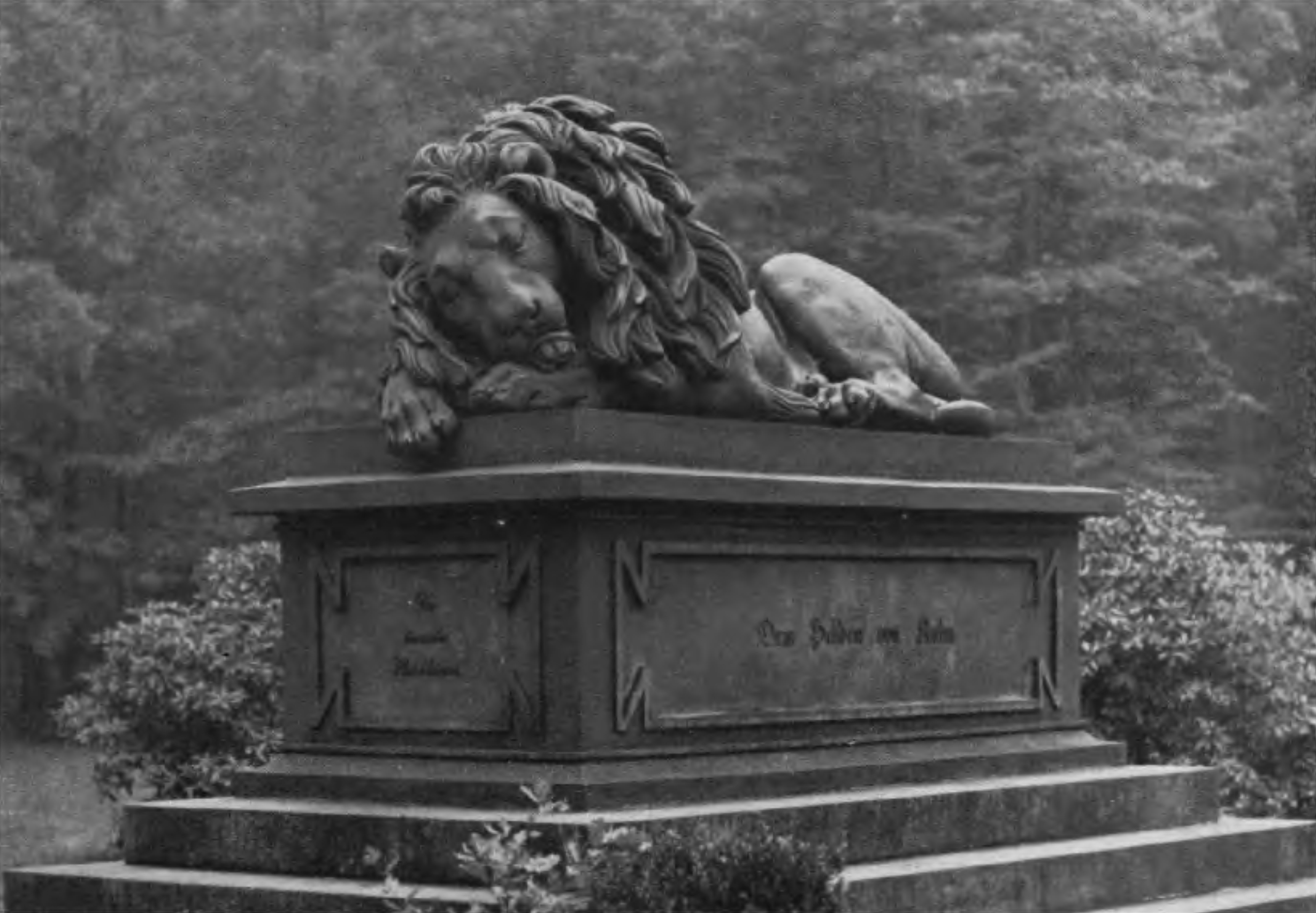
Pomnik pamięci księcia Eugeniusza Wirtemberskiego w parku przypałacowym w Pokoju (przed 1939)

W roku 1748 książę oleśnicki Karol Wirtemberski wybrał te okolice na założenie letniej rezydencji, nazywając tę osadę Carlsruhe na wzór Karlsruhe położonego w Badenii-Wirtembergii, co oznacza „oaza spokoju Karola”.
Podobnie jak oryginalne Karlsruhe, letnia rezydencja miała klasyczne założenie na planie gwiazdy, co jest do dziś widoczne w rozplanowaniu ulic i wyróżnia tę miejscowość spośród wielu innych założonych w ramach kolonizacji fryderycjańskiej. Dbano w Pokoju nie tylko o smak artystyczny, ale także i walory moralne, edukacyjne i wychowawcze. Wspaniałe tradycje rodzinnego mecenatu kontynuował książę Eugeniusz Wirtemberski, kompozytor i generał, na którego cześć postawiono później w parku pomnik lwa oraz popiersie w pobliżu zamku. W latach 1806–1807 na dworze księcia działał kompozytor Carl Maria von Weber. W roku 1820, po powrocie z wojen, książę przystąpił do prac nad przywróceniem dawnej świetności architektonicznej, artystycznej i oświatowej siedziby w Pokoju, a także ożywiając gospodarkę. Do roku 1945 to samo czyniły cztery kolejne generacje książąt wirtemberskich, dzięki którym powstał m.in. 400 hektarowy kompleks stawów.
W połowie XIX wieku mieszkańcy miejscowości mówili zarówno po niemiecku, jak i po polsku. Odnotowuje to topograficzny opis Górnego Śląska z 1865 roku we fragmencie Die Bewohner sprechen meist deutsch und polnisch.
W czasie II wojny światowej Niemcy zostali wyparci z miejscowości 22 stycznia 1945 przez oddziały 3 armii pancernej gwardii 1 Frontu Ukraińskiego. Podczas walk poległo 64 żołnierzy radzieckich (na miejscu ich grobów ekshumowanych później na cmentarz w Kędzierzynie-Koźlu wzniesiono Pomnik Wdzięczności Armii Czerwonej). Wkraczające oddziały radzieckie dopuściły się zbrodni wojennej, rozstrzeliwując 110 mieszkańców oraz pensjonariuszy przytułku Sankt Anna.
W latach 1975–1998 miejscowość administracyjnie należała do ówczesnego województwa opolskiego.
We wsi istnieje jedno z dwóch w Polsce skrzyżowań „gwiaździstych” vel „promieniowych” w formie ośmioramiennej gwiazdy (drugie w Nowosolnej w Łodzi).

## Zabytki

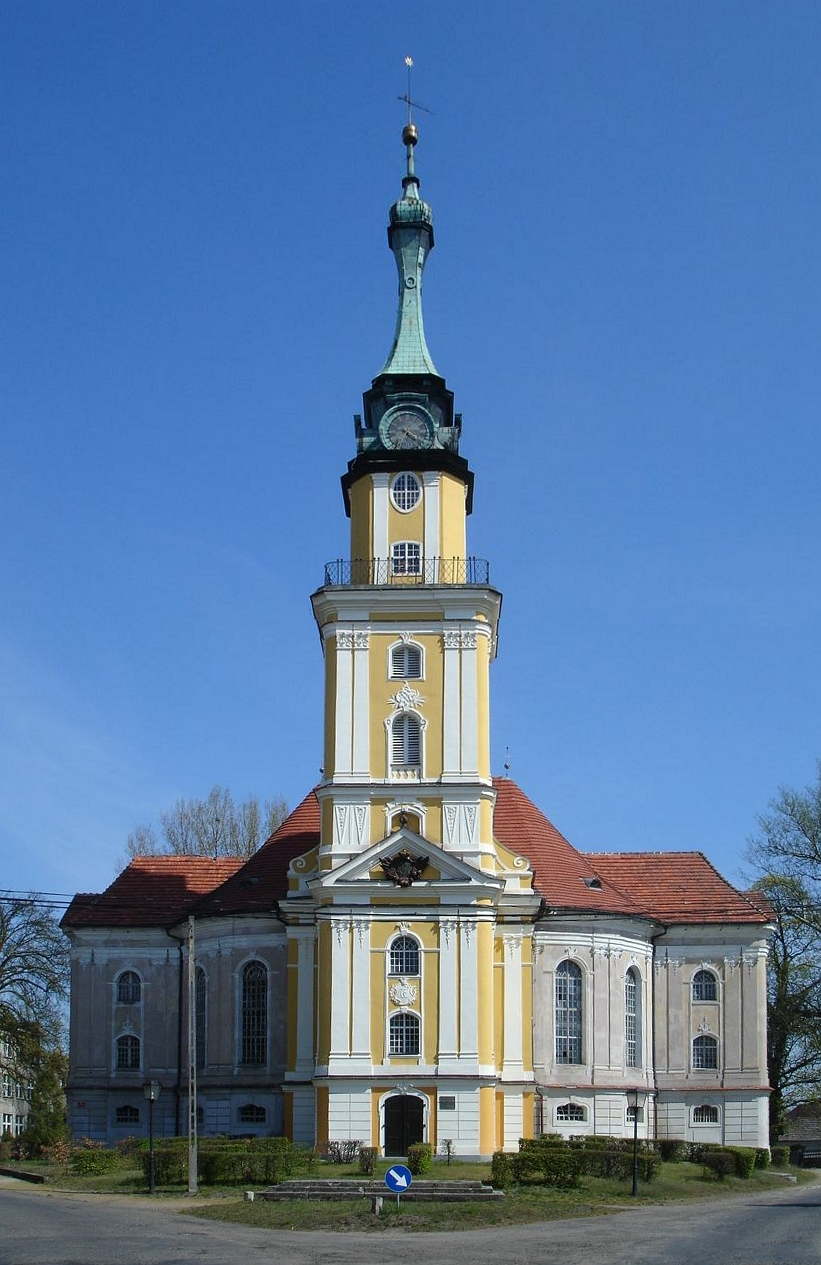
kościół ewangelicki w Pokoju

Do wojewódzkiego rejestru zabytków wpisane są:
- kościół ewangelicki – luterański „Kościół Zofii”, wybudowano w latach 1765–1775 – XVIII w. i nadano mu imię księżnej Zofii,
- kościół rzym.-kat. pw. Podwyższenia św. Krzyża, neobarokowy,
- cmentarz rzym.-kat., ul. Wolności,
- cmentarz ewangelicko-augsburski, ul. 1 Maja, z 1755: ogrodzenie z figurami, grobowiec rodziny Wirtembergów
  - ogrodzenie z figurami,
  - grobowiec rodziny Würtenbergów
- cmentarz żydowski, ul. Kolejowa
- park
- dom „Mateusza”, ul. Brzeska 1, murowano-drewniany, z XVIII w.
- dom (ruina), ul. Brzeska 20, XIX w.
- dom, ul. Kościelna 1 (d. 5), murowano-drewniany, z XIX w.
- dom: parafialny gminy ewangelickiej, ul. 1 Maja 11, 1928-29
- dom (plebania), ul. 1 Maja 12
- dom, ul 1 Maja 18 – murowano-drewniany, XIX w.
- dom, ul. Namysłowska 5, z XIX w.
- dom, ul. Wolności 36 (d. 16), z XIX w.

Inne zabytki:
- Zamek w Pokoju – nieistniejący zamek, wybudowany pierwotnie z drewna jako warownia w 1749,. spłonął w 1751. Murowany, dwukondygnacyjny (od 1779) wybudowano na planie kwadratu w 1752. Na czterech rogach znajdowały się okrągłe baszty, kryte kopułami. W 1779 postawiono centralnie ośmioboczną wieżę, również zwieńczoną dachem kopulastym. Zamek otaczało 8 oficyn dworskich[15].

## Liczba mieszkańców przedII wojną światową
| rok                | 1763 | 1787 | 1845 | 1861 | 1898 | 1917 | 1925 | 1933 | 1939 |
| ------------------ | ---- | ---- | ---- | ---- | ---- | ---- | ---- | ---- | ---- |
| liczba mieszkańców | 13   | 551  | 2067 | 2364 | 2121 | 2113 | 2245 | 2711 | 2640 |

## Osoby urodzone
- Hans Friedrich (ur. 1917) – polityk (FDP)
- Carl Richard Gneist (1868–1939) – dyplomata
- Rudolf Sylvius Neumann (1805–1881) – pruski generał
- Ferdinand von Richthofen (1833–1905) – niemiecki geograf, kartograf i badacz Chin
- Eryka Trzewik-Drost (ur. 1931) – artystka plastyk, projektantka sztuki użytkowej
- Siegfried Translateur (1875–1944) – kompozytor
- Johannes Winkler (1897–1947) – inżynier i pionier techniki rakietowej
- Agnieszka Wirtemberska (1835–1886) – pisarka i księżniczka (przez zamążpójście)
- Eugeniusz Wirtemberski (1788–1857) – książę wirtemberski i carski generał piechoty
- Maria Dorota Wirtemberska (1797–1855) – austriacka arcyksiężna i palatinissa Węgier (przez zamążpójście)
- Mikołaj Wirtemberski (1833–1903) – austriacki oficer
- Paweł Wilhelm Wirtemberski (1797–1860) – przyrodnik, podróżnik i odkrywca
- Wilhelm Wirtemberski (1828–1896) – austriacki i wirtemberski generał